# Uniwersytet w Aberystwyth
Uniwersytet w Aberystwyth (ang. Aberystwyth University, wal. Prifysgol Aberystwyth) – brytyjski uniwersytet publiczny w mieście Aberystwyth w Walii, założony w 1872 jako University College of Wales, Aberystwyth.
W National Student Survey w 2006 uczelnia zajęła 5. miejsce w Wielkiej Brytanii pod względem ogólnej satysfakcji studentów. W The Times Good University Guide 2008 miała, wraz z pięcioma innymi uniwersytetami, pierwsze miejsce pod względem satysfakcji studentów i 39 na 113 uniwersytetów w klasyfikacji ogólnej. W rankingu University League Tables 2020 uplasowała się na 71 miejscu (na 131 uczelni).
Według The Times Higher Education World University Rankings 2012–2013 Uniwersytet w Aberystwyth znajduje się na 120 miejscu w Europie i 276 na świecie.

## Wydziały
- Wydział Sztuk Pięknych (Art)[9]
- Wydział Nauk Biologicznych, Środowiskowych i Rolniczych (Institute of Biological, Environmental and Rural Sciences)[10]
- Wydział Informatyki (Computer Science)[11]
- Wydział Edukacji (School of Education, Lifelong Learning)[12][13]
- Wydział Filologii Angielskiej (English and Creative Writing)[14]
- Wydział Języków Nowożytnych (Modern Languages)[15]
- Wydział Geografii i Nauk o Ziemi (Department of Geography and Earth Sciences)[16]
- Wydział Historii i Historii Walii (History and Welsh History)[17]
- Wydział Nauk o Informacji (Information Studies)[18]
- Wydział Nauk Politycznych (International Politics)[19]
- Wydział Prawa i Kryminologii (Law and Criminology)[20]
- Wydział Biznesu i Zarządzania (School of Management and Business)[21]
- Wydział Matematyki, Fizyki i Informatyki (Institute of Mathematics, Physics and Computer Science)[22]
- Wydział Psychologii (Psychology)[23]
- Wydział Sportu (Sport and Exercise Science)[24]
- Wydział Teatru, Filmu i Telewizji (Theatre, Film and Television Studies)[25]
- Wydział Studiów Celtyckich (Welsh)[26]